# Rasa
Rasa — американский нью-эйдж дуэт из Сан-Франциско, основанный в 1998 году Хансом Кристианом (немецким виолончелистом и мультиинструменталистом) и Ким Уотерс (американской вокалисткой и ученицей Бхактиведанты Свами Прабхупады). Название группы происходит от санскритского слова «раса». Rasa исполняет индуистскую религиозную музыку в современной обработке. Ким Уотерс параллельно работает иллюстратором, специализируясь на индийском классическом искусстве. Ханс Кристиан в 1980-е годы работал сессионным музыкантом, а позднее сотрудничал с такими артистами, как Роберт Рич, Vas, Кришна Дас и Джай Уттал.
Дебютный альбом Rasa, «Devotion», вышел на лейбле Hearts of Space Records в 2000 году. Группа была замечена после выхода в 2001 году второго альбома, «Union». Это был «экзотический и чувственный» альбом, в котором Rasa смогли достичь того звучания, к которому стремились. После выхода альбома «Union» состоялись первые концерты дуэта, записи которых были изданы в 2003 году в виде концертного альбома «Rasa in Concert». Вышедший в 2006 году на New Earth Records альбом «Temple of Love» посвящён храмовому комплексу в Кхаджурахо.

## Дискография
- 2000: Devotion (Hearts of Space Records)
- 2001: Union (Hearts of Space Records)
- 2002: Rasa in Concert (Hearts of Space Records)
- 2003: Shelter (New Earth Records)
- 2006: Temple of Love (New Earth Records)
- 2007: Saffron Blue (New Earth Records)
- 2020: "Vie de reve" (ruppel.17)
- 2021: "Ac Milan"